# Gunnar Vikene
Pour les articles homonymes, voir Vikene.
Gunnar Vikene, né le 23 mars 1966, est un réalisateur et scénariste norvégien.

## Biographie
Gunnar Vikene a gagné, avec Torun Lian (en), le prix Amanda 2010 du meilleur scénario pour Vegas (no) et a été également nommé dans la catégorie meilleur réalisateur. Il a gagné le Gullruten 2018 dans la catégorie de la meilleure réalisation pour la série policière de TV 2 Borderliner (Grenseland).

## Filmographie partielle

### Au cinéma
- 2002 : Himmelfall (no) (scénario (avec Torun Lian) et réalisation)
- 2006 : Trigger (no) (réalisation)
- 2009 : Vegas (no) (scénario (avec Torun Lian) et réalisation)
- 2014 : Her er Harold (no) (scénario et réalisation)
- 2022 : Krigsseileren (no) (en post-production)

## Récompenses et distinctions
- 2010 : Prix Amanda du meilleur scénario pour Vegas (no)
- 2018 : Gullruten de la meilleure réalisation pour Borderliner (Grenseland)